# Электросудорожная терапия
Электросу́дорожная терапи́я (ЭСТ), иначе называемая электроконвульси́вной терапи́ей (ЭКТ), ранее известная как электрошо́к (ЭШ) или электрошо́ковая терапи́я (ЭШТ), — метод психиатрического и неврологического лечения, при котором эпилептиформный большой судорожный припадок вызывается пропусканием электрического тока через головной мозг пациента с целью достижения лечебного эффекта.
На сегодняшний день ЭСТ чаще всего используется для лечения тяжёлых депрессий, при которых оказались неэффективны другие методы лечения, при кататонии и иногда (реже) используется при лечении маниакального синдрома (чаще всего в рамках биполярного аффективного расстройства) и других состояний. Побочные эффекты — значительный риск потери памяти. Согласно требованиям Всемирной организации здравоохранения, необходимо получение письменного согласия пациента перед ЭСТ. Кроме того, правила ВОЗ запрещают применение ЭСТ на несовершеннолетних. ЭСТ можно использовать, только если другие мероприятия, например лекарства и психотерапия, не дали результата.
Электросудорожная терапия была впервые введена в практику в 1930-е годы и получила широкое распространение как метод лечения психических заболеваний в 1940-е и 1950-е годы. В начале XXI века, по оценкам специалистов, приблизительно 1 млн больных в год получают ЭСТ по поводу различных заболеваний, обычно в виде короткого курса из 6—12 (реже до 20—25) сеансов, проводимых 2 или 3 раза в неделю.

## Способы и правила применения
Электросудорожная терапия может применяться различными способами, при этом могут варьироваться три основных параметра ЭСТ: способ наложения электродов на голову пациента, частота проведения сеансов (в некоторых странах, в частности в Великобритании, ЭСТ проводят обычно дважды в неделю, в других — дважды или трижды в неделю в зависимости от тяжести и остроты состояния и других причин), форма и параметры электрического сигнала. Может изменяться также выбор анестетика для общей анестезии, выбор миорелаксантов и премедикации. Изменения этих параметров ЭСТ, как показывают исследования, могут иметь значительные различия как в частоте и выраженности нежелательных побочных эффектов, так и в эффективности.
После окончания курса ЭСТ пациент обычно должен продолжать получать лекарства. Некоторым больным после окончания основного курса ЭСТ может быть рекомендована поддерживающая ЭСТ.
В Великобритании и Ирландии психотропную терапию на время курса ЭСТ, как правило, не отменяют (то есть больной продолжает её получать в период ЭСТ). В некоторых других странах принято отменять психотропные препараты на время курса ЭСТ.
Получение информированного добровольного согласия пациента и/или его ближайших родственников либо опекунов, попечителей, законных представителей является стандартной практикой при проведении современной электросудорожной терапии. Применение ЭСТ на недобровольной основе (без получения добровольного информированного согласия больного и/или его ближайших родственников либо опекунов, попечителей, законных представителей) является большой редкостью в США и странах Западной Европы. Обычно ЭСТ на недобровольной основе в США применяется лишь в экстремальных, крайне тяжёлых, требующих немедленной врачебной помощи ситуациях и только когда все остальные методы терапевтического воздействия оказались исчерпаны либо неэффективны, а использование ЭСТ потенциально способно спасти больному жизнь. Аналогично, общенациональные исследования по поводу частоты использования ЭСТ в Шотландии и Ирландии показали, что подавляющее большинство пациентов, получавших ЭСТ, подписывало добровольное информированное согласие.

## Показания
Между специалистами существуют разногласия по вопросу о том, может ли ЭСТ считаться приемлемым методом терапии первой линии или же она должна резервироваться лишь для тех пациентов, которые не получают облегчения либо получают недостаточное облегчение от других методов лечения, таких как психотропные лекарства и психотерапия.
Рекомендации Американской психиатрической ассоциации (АПА) от 2001 года указывают, что основными показаниями к ЭСТ для пациентов с депрессией являются отсутствие положительного эффекта или недостаточный эффект от антидепрессантов и других применяемых при лечении депрессии лекарств либо же их непереносимость или плохая переносимость; наличие в анамнезе ранее проведённого курса или курсов ЭСТ с хорошим эффектом; значительная тяжесть и выраженность депрессии и необходимость получения быстрого и чёткого эффекта (например, вследствие наличия депрессивного психоза или высокого риска суицида). Решение об использовании или неиспользовании ЭСТ зависит от многих факторов, в частности от оценки тяжести, выраженности и продолжительности депрессии, наличия психоза, оценки суицидального риска, оценки вероятности того, что другие методы лечения (в частности, медикаменты и психотерапия) окажутся эффективны у данного пациента, оценки риска оставления пациента без лечения, наличия у пациента сопутствующих личностных расстройств, сопутствующей наркотической или алкогольной зависимости, эндокринных нарушений или возможности соматогенного либо органического происхождения депрессии (на что ЭСТ не влияет или влияет слабее, чем на эндогенные депрессии, но эти факторы могут усугублять течение депрессии, быть её причиной или служить причиной неэффективности ЭСТ и лекарств, а кроме того, способствовать в последующем обвинениям в адрес врачей в том, что «ЭСТ не помогла, а разрушила мою жизнь и мою память»), а также личных предпочтений пациента и его способности осознанно дать добровольное информированное согласие, взвешивания рисков и потенциальной пользы ЭСТ в конкретном случае.
Некоторые руководства настоятельно рекомендуют предпринять попытку лечения депрессивного больного с помощью когнитивно-поведенческой терапии или иной формы психотерапии, прежде чем рекомендовать применение ЭСТ. Также многие руководства рекомендуют предварительно испробовать один или несколько методов потенцирования антидепрессантов (нормотимиками, атипичными антипсихотиками, гормонами щитовидной железы и т. д.), прежде чем направлять пациента на ЭСТ. Однако терапевтическая резистентность, являющаяся одним из безусловных показаний к ЭСТ, чаще всего определяется как отсутствие достаточного положительного эффекта от последовательного применения двух антидепрессантов в достаточных дозах в течение достаточно продолжительного времени и при условии строгого соблюдения больным режима приёма лекарств. Как видно из определения, ни безуспешная попытка психотерапии, ни безуспешные попытки потенцирования антидепрессантов нормотимиком, атипичным нейролептиком или ещё чем-либо не являются необходимыми для определения больного как терапевтически резистентного и для того, чтобы рекомендовать ему ЭСТ. Более того, было показано, что если ЭСТ применяется на более ранних этапах болезни (до её хронизации в результате многочисленных безуспешных попыток психотерапии, комбинирования и потенцирования лекарств), то она гораздо эффективнее. Американская психиатрическая ассоциация указывает, что иногда пациенты сами предпочитают ЭСТ другим методам лечения, однако в большинстве случаев дело обстоит наоборот (то есть большинство пациентов предпочитают лекарства, психотерапию и другие методы лечения, но не ЭСТ) и что личные предпочтения больного в этом отношении должны, по возможности, уважаться.
Руководство АПА по ЭСТ указывает, что тяжёлый депрессивный эпизод в рамках большой депрессии, особенно с психотическими проявлениями или с высоким суицидальным риском, тяжёлая мания, особенно маниакальный делирий, а также кататония, в особенности фебрильная кататония, депрессивные и психотические состояния, сопровождающиеся отказом от еды и питья и жизнеугрожающим истощением или обезвоживанием вследствие этого, являются состояниями, при которых имеется чёткий консенсус в пользу возможно более раннего применения ЭСТ. К состояниям, при которых применение ЭСТ безусловно показано и может иметь жизнеспасающее значение, а отказ от применения ЭСТ может стоить больному жизни, руководство АПА относит также злокачественный нейролептический синдром и тяжёлый акинетический криз в рамках болезни Паркинсона.
Руководство Британского национального института здравоохранения и усовершенствования медицинской помощи также рекомендует применение ЭСТ для пациентов с тяжёлой (особенно психотической или суицидоопасной) депрессией, кататонией (особенно фебрильной), продолжительной или тяжёлой манией (особенно маниакальным делирием), ЗНС, тяжёлым акинетическим кризом. Кроме того, обновлённые рекомендации Британского национального института здравоохранения поддерживают использование ЭСТ при депрессиях в рамках поддерживающей терапии (так называемой «поддерживающей ЭСТ», при которой сеансы ЭСТ проводятся с меньшей частотой, с большими интервалами, в целях профилактики рецидива). Тем не менее, руководство подчёркивает необходимость дальнейших исследований по вопросу целесообразности применения поддерживающей ЭСТ, её безопасности и эффективности. Руководство АПА от 2001 года также поддерживает применение поддерживающей ЭСТ для профилактики рецидивов депрессий.
Руководство АПА от 2001 года по ЭСТ указывает, что электросудорожная терапия редко используется в качестве терапии первой линии при шизофрении, но может рассматриваться после неудачных попыток лечения антипсихотическими препаратами, а также может рассматриваться в качестве средства терапии при шизоаффективном расстройстве и шизофрениформных или шизофреноподобных расстройствах. Руководство Британского национального института здравоохранения от 2003 года в целом не рекомендует применение ЭСТ при шизофрении. Эта точка зрения поддерживается одним из метаанализов, показывающим отсутствие эффекта или незначительное отличие эффекта ЭСТ от плацебо при шизофрении как в качестве монотерапии, так и в комбинации с антипсихотиками, включая клозапин. Однако другие исследования доказывают наличие у ЭСТ антипсихотического эффекта и её возможную эффективность при шизофрении и шизоаффективных расстройствах.
Руководство Британского национального института здравоохранения подчёркивает, что врачи должны соблюдать особую осторожность при назначении ЭСТ беременным женщинам, а также при лечении ЭСТ пожилых и стариков, подростков, соматически ослабленных больных, поскольку именно у этих больных значительно чаще возникают различные осложнения после ЭСТ. В то же время руководство АПА от 2001 года указывает, что ЭСТ может быть значительно более безопасной, чем альтернативные методы лечения (мощными антидепрессантами, в особенности трицикликами, мощными антипсихотиками) при беременности и кормлении грудью, а также у пожилых и стариков, у подростков, у соматически ослабленных и нестабильных больных. Руководство АПА по лечению депрессий от 2000 года подчёркивает, что имеющиеся литература и исследования свидетельствуют о высокой степени безопасности ЭСТ для матери и плода, большей, чем у антидепрессантов, а кроме того, о высокой эффективности ЭСТ при лечении депрессий в период беременности и послеродовых депрессий.

## Статистические данные о пациентах
Около 70 процентов пациентов, получающих ЭСТ, в западных странах — женского пола. Это в значительной мере связано с тем, что риск депрессий у женщин приблизительно вдвое выше, чем у мужчин, а также с тем, что женщины чаще мужчин обращаются за медицинской помощью в случае депрессии. Частично это связано ещё и с тем, что ЭСТ часто назначается беременным и кормящим женщинам, поскольку ЭСТ считается более безопасной для матери и ребёнка, чем антидепрессанты, нормотимики и антипсихотики.
Пациенты старшего возраста с большей вероятностью получают направление на ЭСТ, чем более молодые пациенты. Отчасти это связано с тем, что с возрастом увеличивается вероятность заболеть депрессией, болезнью Паркинсона — заболеваниями, при которых ЭСТ может быть показана, отчасти — с тем, что пациенты старшего возраста с большей вероятностью имеют больший стаж болезни, более высокую резистентность к препаратам и большее число неудачных попыток медикаментозного лечения, отчасти — с тем, что ЭСТ часто является для пожилых и стариков более безопасной, чем психофармакотерапия.
Пациенты с большей тяжестью и остротой или большей давностью заболевания, с большим стажем болезни и большим числом госпитализаций, большим числом терапевтических неудач (более высокой резистентностью к препаратам), а также пациенты, сменившие несколько лечащих врачей, с большей вероятностью получают направление на ЭСТ, чем пациенты более лёгкие, с меньшим стажем болезни, меньшим количеством госпитализаций и попыток медикаментозного лечения в анамнезе (независимо от возраста), и кроме того, чем пациенты, всё время лечившиеся у одного и того же врача. ЭСТ в США значительно реже назначается пациентам, относящимся к этническим меньшинствам (темнокожим и чернокожим, индейцам, латиноамериканцам и др.), по-видимому из-за высокой стоимости лечения ЭСТ в США и в среднем худшего экономического положения пациентов из этнических меньшинств.
Среди пациентов с депрессией, направляемых на ЭСТ, с повышенной частотой, по сравнению с общей популяцией депрессивных больных, выявляются коморбидные другие психические расстройства (например, социофобия, ОКР, тревожные и ипохондрические расстройства), личностные расстройства, коморбидные алкогольная или наркотическая зависимость, не замеченные ранее врачами признаки расстройств биполярного спектра (bipolar spectrum disorders), скрывавшаяся или диссимулировавшаяся пациентами либо оставшаяся не замеченной врачами субпсихотическая или психотическая симптоматика, те или иные эндокринные расстройства или неблагоприятный органический либо соматический фон, могущие обуславливать резистентность к антидепрессантам и их недостаточную эффективность. Поэтому направление на ЭСТ всегда должно служить поводом для дополнительного обследования и исключения любых возможных причин резистентности к антидепрессантам.

## Данные об эффективности
Отчёт Главного медика США от 1999 года о состоянии психического здоровья нации суммировал наличествовавшие на тот момент мнения психиатрического сообщества об эффективности ЭСТ. По сведениям, содержащимся в отчёте, как клинический опыт, так и опубликованные исследования продемонстрировали, что ЭСТ эффективна (среднее значение процента положительно отвечающих на лечение ЭСТ больных — так называемый response rate — по данным РКИ составляет от 60 до 70 процентов) при лечении тяжёлых депрессий, некоторых острых психотических состояний, тяжёлой мании.
Response (положительный клинический ответ на терапию) не равнозначен remission (полной или частичной клинической ремиссии) и при применении более жёсткого критерия оценки эффективности ЭСТ с помощью remission rate (процента больных, выходящих после курса ЭСТ в полную клиническую ремиссию, а не просто получающих облегчение, положительный эффект от лечения) процент эффективности определяется как 30—50 %.
Эффективность ЭСТ не была должным образом показана при дистимии, злоупотреблении психоактивными веществами и алкоголем, тревожных состояниях, личностных расстройствах, социофобии и специфических фобиях. Вместе с тем ЭСТ может быть эффективна, например, при так называемой «двойной депрессии» (double depression) — при которой эпизод большой депрессии возникает на фоне дистимии, или, например, в тех случаях, когда алкогольная или наркотическая зависимость является вторичной по отношению к депрессии, симптоматической, а также при купировании постабстинентной депрессии, что может уменьшить тягу к алкоголю и наркотикам и снизить мотивацию к их употреблению.
ЭСТ также может быть эффективна при тревоге в тех случаях, когда тревога является одним из проявлений депрессии (так называемый тревожно-депрессивный синдром), несмотря на отсутствие эффективности при тревожных состояниях. Аналогично ЭСТ может помогать при вторичной депрессии на почве / в рамках социофобии или панического расстройства, несмотря на отсутствие эффекта в отношении собственно социофобии или панического расстройства.
Большое многоцентровое ретроспективное клиническое исследование от 2004 года, проведённое в Нью-Йорке и описываемое авторами как первое исследование, систематически документирующее и обобщающее опыт 65 лет применения ЭСТ в общественном здравоохранении Нью-Йорка, обнаружило, что процент положительного клинического ответа (response rate) у больных, получавших ЭСТ, колебался всего лишь между 30 и 47 процентами. При этом 64 процента опрошенных пациентов рецидивировали после успешного курса ЭСТ в течение ближайших 6 месяцев. Однако, когда из исследования были исключены пациенты с коморбидными личностными расстройствами, страдающие алкогольной или наркотической зависимостью, а также больные с шизоаффективным расстройством и шизофренией (при которых эффективность ЭСТ значительно ниже, чем при чисто аффективных расстройствах), процент положительного клинического ответа (response rate) в «очищенной» таким образом выборке чисто аффективных пациентов повысился до 60—70 %.
Все опубликованные систематические обзоры доступной научной литературы об ЭСТ содержат заключение, что ЭСТ эффективна при лечении депрессий, особенно тяжёлых, суицидоопасных, психотических депрессий, также в случаях резистентности к психофармакологическим препаратам или их непереносимости. В 2003 году группа исследователей ЭСТ в Великобритании опубликовала большой систематический обзор доступной научной литературы и метаанализ, сравнивающий ЭСТ с плацебо и с антидепрессантами. Этот метаанализ продемонстрировал наличие большого статистически значимого эффекта ЭСТ по сравнению с плацебо, а также по сравнению с антидепрессантами.
В 2006 году психиатр и исследователь Колин Росс опубликовал свой собственный обзор плацебо-контролируемых исследований эффективности ЭСТ, сравнивающий их по одному. В обзоре Росс утверждал, что ни одно опубликованное исследование не смогло показать наличие статистически значимой разницы между настоящей ЭСТ и плацебо-ЭСТ (имитацией ЭСТ — наркозом и введением релаксанта без разряда электрического тока) через месяц после прекращения лечения. Доктор Росс также резко критиковал другие опубликованные исследования, утверждающие, что ЭСТ эффективна при лечении депрессий. В своей критике он утверждал, что эти обзоры часто опирались на исследования, которые не имели плацебо-контроля. Однако аналитический обзор доктора Росса, в отличие от хорошо структурированного и научно корректного обзора британской исследовательской группы по ЭСТ, представленного в 2003 году, не содержит статистического анализа и выкладок и поэтому не может считаться научно корректным.

## ЭСТ и профилактика рецидивов
Острый курс ЭСТ сам по себе обычно не даёт долговременного, устойчивого положительного эффекта. Около 50 процентов больных, давших положительный ответ на острый курс ЭСТ, рецидивируют в ближайшие 6 месяцев после окончания курса ЭСТ. Процент рецидивов после окончания острого курса ЭСТ сходен с процентом рецидивов после прекращения приёма антидепрессантов и/или нормотимиков и является скорее функцией от обычной тяжести и хроничности существовавшей до назначения курса ЭСТ болезни, чем свойством самой ЭСТ.
Отчёт главного медика США указывает, что острый курс ЭСТ не обладает долгосрочным профилактическим эффектом в отношении суицидальных намерений и должен рассматриваться лишь как средство кратковременного лечения острых эпизодов заболевания, после которого обязательно необходимо поддерживающее лечение в форме профилактического приёма медикаментозных препаратов и/или поддерживающей ЭСТ с интервалами 1—2 недели или 1 месяц, а также психотерапия.
Процент рецидивов в течение первых 6 месяцев после окончания основного курса ЭСТ снижается при увеличении продолжительности основного курса (количества сеансов ЭСТ в течение основного курса), а также при использовании после окончания основного курса ЭСТ поддерживающей терапии медикаментами (антидепрессантами, нормотимиками, атипичными антипсихотиками) либо дальнейшей поддерживающей ЭСТ с частотой 1—2 раза в месяц или 1 раз в неделю, но, даже несмотря на поддерживающую терапию, остаётся высоким.
Предикторами рецидива депрессии после окончания острого курса ЭСТ являются имевшая место до проведения электросудорожной терапии резистентность к фармакотерапии и сравнительно бо́льшая тяжесть депрессии. Препарат, который был неэффективен до курса ЭСТ, не может быть рекомендован для приёма с целью профилактики рецидива после этого курса.

## Побочные эффекты

### Общие
Помимо эффектов, которые оказывает на деятельность мозга собственно ЭСТ, общий риск для больного при проведении ЭСТ сходен с тем, который наблюдается при любой кратковременной общей анестезии с миорелаксацией.
Наиболее часто встречающиеся побочные эффекты непосредственно после сеанса ЭСТ — головная боль, тошнота и рвота (необходимо отличать от действия анестезии), спутанность сознания, дезориентация (нарушение ориентировки во времени и пространстве, а иногда и в собственной личности; дезориентация является ожидаемым и практически обязательным для всех пациентов побочным эффектом после сеанса ЭСТ, она может варьироваться от лёгкой степени, длящейся от нескольких минут до нескольких часов, и вплоть до тяжёлых, многодневных и даже более затяжных органических синдромов в крайне редких случаях), нарушения концентрации внимания, рассеянность, нарушения памяти (частичное выпадение памяти, обычно на события, непосредственно предшествовавшие сеансу или непосредственно следовавшие за пробуждением, трудности запоминания и усвоения новой информации). Могут наблюдаться головокружение или оглушённость, а кроме того, проявления так называемой «постиктальной астении» (postictal asthenia): слабость, сонливость, вялость, усталость или заторможенность или погружение в сон после сеанса, после отхода от наркоза, аналогичные слабости, сонливости и усталости после большого судорожного припадка при эпилепсии. Непосредственно после наркоза или сеанса ЭСТ могут также наблюдаться психомоторное возбуждение (postictal agitation) и даже делирий (postictal delirium). Состояние растерянности, дезориентации и спутанности сознания, а также головная боль, головокружение или оглушённость обычно проходят в течение нескольких часов после сеанса ЭСТ. Возбуждение может быть очень кратковременным, от нескольких минут, но может затягиваться и на несколько часов. У некоторых пациентов после сеанса ЭСТ может возникать кратковременная деперсонализация и/или дереализация. Иногда возможны затруднения речи, нарушения смыслового употребления слов и нарушения координации.
К побочным эффектам ЭСТ со стороны дыхательной и сердечно-сосудистой системы относятся расстройства дыхания — задержка дыхания более чем на 10—15 секунд; кратковременные нарушения сердечного ритма: синусовая брадикардия, тахикардия, мерцательная аритмия; повышение кровяного и внутричерепного давления. У пациентов, страдающих хроническим эндо- и миокардитом, в период после сеанса ЭСТ может возникнуть коллапс. Возможными осложнениями ЭСТ также являются абсцессы лёгкого и пневмонии, возникающие вследствие аспирации слюны и содержимого ЖКТ.
Вследствие индивидуальной предрасположенности или неблагоприятных фармакологических взаимодействий (например, с препаратами лития) эффект миорелаксантов может оказаться чрезмерным; это потребует более длительного периода искусственного дыхания.
У пациентов с эпилепсией ЭСТ может привести к неконтролируемым, чрезмерно продолжительным припадкам либо повторным, серийным припадкам.
Одним из побочных эффектов ЭСТ является повышение внутриглазного давления.
При биполярной депрессии ЭСТ может привести к инверсии аффекта — развитию мании или гипомании.
Во время и после ЭСТ у беременных может повышаться тонус матки и соответственно угроза выкидыша, однако включение токолитиков (средств, вызывающих расслабление матки) и тщательный мониторинг сердцебиения плода и маточной активности делают ЭСТ у беременных безопасной процедурой. ЭСТ также может быть безопасно использована у больных с ожирением, сахарным диабетом, у больных со злокачественными опухолями, в особенности находящихся в ремиссии либо в стабильном состоянии, у некоторых пациентов с иммунодефицитом.
Некоторые пациенты испытывают боли в мышцах, дискомфорт и мышечное напряжение после ЭСТ. Обычно это связано с побочными эффектами (последействием) миорелаксантов, применяемых при ЭСТ (в основном сукцинилхолина), и редко бывает связано с самой по себе ЭСТ (с мышечной активностью во время судорог). На местах накладывания электродов возможны лёгкие кожные ожоги.
При немодифицированной ЭСТ (то есть применении ЭСТ без анестезии и мышечной релаксации) возможны переломы позвоночника и вывихи, в частности вывихи челюсти; повреждения зубов; аритмии; задержки дыхания во время припадка, вызывающие постприпадочную гипоксию. Немодифицированная электросудорожная терапия может приводить к крайне мучительным субъективным переживаниям и нарастанию патологического страха перед ЭСТ. Немодифицированная ЭСТ давно заменена модифицированной в странах Западной Европы, Северной Америки и в Австралии, однако по-прежнему используется в России, Японии, Китае, Индии, Таиланде и многих других странах с низким и средним уровнем доходов.
При применении ЭСТ (даже модифицированной) существует риск травмы зубов и их аспирации.

### Влияние на память
Нарушения памяти, возникающие вследствие применения ЭСТ, могут варьироваться от лёгких нарушений запоминания до тяжёлых расстройств по типу корсаковского синдрома.
Подразумеваемая возможность долгосрочного или необратимого негативного воздействия ЭСТ на долговременную память является основной причиной страхов и опасений по поводу её использования. Неблагоприятные когнитивные нарушения, вызываемые ЭСТ, могут иногда сохраняться до 6 месяцев и даже дольше; эти когнитивные расстройства могут приводить к функциональным нарушениям и неблагоприятным социальным последствиям, к снижению трудоспособности, снижению академической успеваемости, успехов в профессиональной сфере, в наиболее выраженных случаях даже к инвалидизации и потере работы либо прекращению учёбы. Вызываемые ЭСТ когнитивные нарушения ведут также к снижению её терапевтической эффективности, к увеличению частоты рецидивов депрессии; они могут даже явиться непосредственной психогенной причиной рецидива депрессии и суицида.
Непосредственные эффекты ЭСТ могут включать в себя амнезию, как ретроградную (на события, предшествовавшие курсу или текущему сеансу ЭСТ), так и антероградную (на события, происходившие вскоре после окончания курса ЭСТ) или фиксационную (трудность запоминания и воспроизведения текущих событий). Кроме того, могут происходить нарушения автобиографической памяти.
Подавляющее большинство нарушений памяти являются кратковременными, они проходят или уменьшаются со временем. Нарушения памяти, а также дезориентация и растерянность более выражены при билатеральном (двустороннем) наложении электродов, чем при унилатеральном (одностороннем), и более выражены при использовании устаревших аппаратов ЭСТ, генерирующих синусоидальный ток, чем при использовании современных аппаратов, в которых судорожный разряд вызывается последовательностью коротких импульсов. Показано также, что меньшая длительность импульсов и использование группирования импульсов даёт меньшее количество нарушений памяти, чем импульсы большей длительности и/или непрерывная подача импульсов во время стимуляции. Подавляющее большинство сеансов ЭСТ в наше время проводится с использованием группированного короткоимпульсного тока, а не синусоидального тока или непрерывной подачи импульсов. Все современные аппараты для ЭСТ также используют короткоимпульсный ток и предоставляют возможность регулирования длительности, суммарного количества и скважности (параметров группирования) импульсов.
Нарушения памяти сильнее выражены у тех, кто чаще проходит ЭСТ (три раза в неделю, а не два) и кому назначают более высокие дозы электрического разряда.
Исследования Гарольда Саккейма показали, что избыточная сила тока или чрезмерная длительность стимуляции (чрезмерное количество импульсов), то есть чрезмерный суммарный заряд, излившийся на голову пациента, значительно превышающие судорожный порог пациента, повышают вероятность серьёзных нарушений памяти и что использование у правшей правостороннего, а у левшей левостороннего унилатерального наложения электродов (то есть приложения тока к недоминантному полушарию головного мозга) может уменьшить нарушения речевой памяти по сравнению с билатеральным наложением электродов или наложением их на доминантное полушарие.
Ретроградная амнезия включает в себя пробелы в памяти на события, имевшие место в течение нескольких недель или, реже, месяцев и даже лет до начала курса электросудорожной терапии. Эта разновидность амнезии является одним из самых распространённых и достоверно доказанных видов когнитивных нарушений, наблюдаемых при ЭСТ. Ретроградная амнезия, как правило, постепенно уменьшается и проходит на протяжении первых нескольких недель или месяцев после острого курса ЭСТ, но у некоторых пациентов восстановление ретроградной памяти на события, предшествовавшие ЭСТ, может быть неполным.
Одно из исследований ретроградной амнезии показало, что, хотя некоторые пациенты теряют память о событиях, происходивших за много лет до ЭСТ, восстановление памяти об этих событиях практически полностью завершается к сроку 7 месяцев после лечения, и только память о событиях, непосредственно предшествовавших ЭСТ (за несколько недель или месяцев до курса), может исчезнуть необратимо. Так, было показано, что через три года после проведения ЭСТ может сохраняться нарушение памяти о событиях, имевших место в течение шести месяцев до начала лечения и примерно в течение двух месяцев после него. Общепринятым считается, что ретроградная амнезия имеет место в той или иной мере почти у всех пациентов, получающих ЭСТ.
Антероградная амнезия представляет собой неспособность запоминать новую информацию и существенно ограничивает функционирование индивида и его работоспособность. Обычно она ограничивается событиями, происходившими в период курса ЭСТ или вскоре после его окончания (в ближайшие недели или месяцы). В ближайшие недели или месяцы после окончания курса ЭСТ нарушения памяти постепенно уменьшаются и исчезают, однако у некоторых больных может наблюдаться длительная или даже постоянная, необратимая потеря памяти на некоторые события, особенно при применении билатеральной ЭСТ и/или стимуляции синусоидальным током, завышенной дозе тока, использовании непрерывной подачи импульсов. В некоторых исследованиях сохранение антероградной амнезии наблюдалось спустя 8, 10 и 15 лет после проведения ЭСТ.
В одном из опубликованных обзоров, суммирующем результаты опросов пациентов по поводу субъективно испытываемых ими нарушений памяти, указывается, что от 29 % до 55 % респондентов опросов считало, что они испытывали или продолжают испытывать долговременные или необратимые потери памяти на некоторые события после курса ЭСТ.
В 2000 году американский психиатр Сара Лисанби с коллегами обнаружили, что билатеральная ЭСТ даёт большее количество необратимых нарушений памяти на публичные события и факты биографии больного сравнительно с правосторонней унилатеральной ЭСТ у правшей и левосторонней у левшей.
Некоторые исследования обнаружили, что пациенты достаточно часто сами не отдают себе отчёта в наличии у них некоторых нарушений памяти или когнитивных функций, вызванных ЭСТ. В частности, в июне 2008 года было опубликовано исследование Университета Дьюка, оценивающее и сравнивающее объективные нейропсихологические эффекты ЭСТ и субъективные впечатления пациентов после ЭСТ. В исследовании участвовало 46 пациентов. Исследование включало в себя нейропсихологическое и психологическое тестирование до и после ЭСТ. В исследовании были документированы значительные когнитивные нарушения после курса ЭСТ, наблюдаемые в различных тестах памяти, в том числе в тестах вербальной памяти на запоминание и воспроизведение списков слов, отрывков литературных произведений и в тестах зрительной памяти на запоминание и узнавание геометрических фигур и рисунков. Одновременно исследование обнаружило, что значительный процент пациентов, в особенности среди испытывавших тяжёлую депрессию и связанные с ней когнитивные нарушения и получивших положительный эффект от ЭСТ, субъективно считали, что их память и когнитивные нарушения улучшились после курса ЭСТ, хотя объективные нейропсихологические тесты чётко показывали обратное. Как было отмечено исследователями, «наблюдалась отчётливая тенденция, особенно среди пациентов с тяжёлой депрессией и положительным эффектом от ЭСТ, считать, что их память улучшилась непосредственно после курса ЭСТ, либо субъективно преуменьшать негативное влияние ЭСТ на память, несмотря на объективные нейропсихологические данные, указывающие на значительное снижение способности к распознаванию знакомых образов, к запоминанию и воспроизведению информации». Основываясь на этих данных, авторы этого исследования выпустили следующую рекомендацию:
«В случаях, когда ЭСТ проводится детям, подросткам и молодым людям (учащимся или студентам), потенциальное негативное воздействие когнитивных нарушений, вызываемых ЭСТ, должно быть обсуждено с пациентами и их родителями, опекунами или законными представителями в контексте возможных последствий лечения ЭСТ не только для эмоционального благополучия пациента, но и для его когнитивного функционирования, в особенности — возможного негативного влияния на академическую успеваемость или карьеру. В целом мы считаем, что в каждом случае, в отношении каждого пациента, должен проводиться тщательный индивидуальный анализ соотношения «риск/польза», при этом должны учитываться как потенциальные положительные эффекты ЭСТ в отношении улучшения эмоционального состояния, самочувствия и настроения, социального функционирования больного, так и стоимость терапии и возможное негативное влияние нарушений памяти и когнитивной сферы на социальное функционирование и качество жизни больного».
Серьёзные нарушения памяти вследствие ЭСТ описаны в автобиографической книге Линды Андре.

### Возможность долговременных когнитивных побочных явлений
Некоторые исследователи указывают на возможность при проведении ЭСТ длительных или даже постоянных нарушений ретроградной памяти. Иногда бывает, что память о каких-то личностно значимых жизненных событиях не восстанавливается у пациента, прошедшего ЭСТ, в течение десятилетий и даже всей жизни. Приводятся данные, что такие нарушения диагностируются у 3—5 % пациентов (A. M. Svendsen и др., 2013).
Согласно одному из ведущих исследователей ЭСТ в мире, Гарольду Саккейму, «несмотря на более чем 50 лет клинического использования и продолжающиеся острые дебаты», до 2007 года «не существовало ни одного крупного, многоцентрового проспективного исследования когнитивных побочных эффектов ЭСТ». В первом крупном многоцентровом исследовании (347 опрошенных) Саккейм с коллегами обнаружили, что как минимум некоторые способы проведения ЭСТ (прежде всего билатеральное наложение электродов и использование устаревшего синусоидального тока) обычно (то есть почти всегда, наиболее часто) приводят к когнитивным нарушениям, включая глобальные когнитивные нарушения и потерю памяти на некоторые события, которые могут сохраняться до 6 месяцев после лечения, — и это наводит на мысль о том, что некоторые из вызванных когнитивных нарушений и нарушений памяти могут быть стойкими и необратимыми.
Авторы исследования также предупреждают, что результаты их исследования не должны интерпретироваться в том смысле, что унилатеральная ЭСТ на недоминантное полушарие (правое у правшей, левое у левшей) и использование современных аппаратов для ЭСТ не приводит или не может привести к долговременным или необратимым когнитивным нарушениям или нарушениям памяти. Они лишь утверждают, что риск подобных нарушений в этом случае меньше, а сами нарушения менее выражены и стойки.
Однако исследование Гарольда Саккейма не было методологически корректным. В частности, в исследовании не было контрольной группы нелеченых депрессивных пациентов, с которыми можно было бы сравнить динамику ухудшения памяти в течение 6 месяцев. Кроме того, опросник, использовавшийся для исследования памяти больных, получавших ЭСТ, на факты их автобиографии, — Колумбийский короткий автобиографический опросник (AMI-SF) — не может отражать улучшение памяти: шкала, используемая при последовательных измерениях автобиографической памяти пациента, градуируется в процентах от некоей «точки отсчёта» — состояния памяти непосредственно перед началом курса ЭСТ.
На видео, опубликованном на YouTube, Гарольд Саккейм кратко обсуждает находки своего исследования и анализирует, отчего, по его мнению, более ранние исследования не смогли найти доказательств долговременного или необратимого повреждающего воздействия ЭСТ на память и когнитивные способности больных. Саккейм утверждает, что, несмотря на более чем 50 лет клинического применения ЭСТ, до 2001 года «сами специалисты, работающие в области психического здоровья, никогда до сих пор не имели возможности открыто и честно обсудить саму возможность долговременных нарушений памяти после ЭСТ, а также данные о пациентах, утверждающих, что страдают от долговременных негативных влияний ЭСТ на память». Это происходило по той причине, что вопрос о возможности долговременного или необратимого негативного действия ЭСТ на память был сильно политизирован борьбой антипсихиатрического движения против самой ЭСТ как метода, и психиатрам, по мнению Саккейма, «приходилось защищаться, в том числе и греша против научной истины и объективности».
Как утверждает Саккейм в этом видеоклипе, когда на калифорнийской научной конференции, где присутствовало более 200 врачей-психиатров, практикующих ЭСТ, был поднят вопрос, считают ли они, что ЭСТ может вызывать хронические или необратимые нарушения памяти и когнитивных функций, более двух третей присутствующих подняли руки. Саккейм говорит, что столь единодушное мнение по вопросу, который столь долго замалчивался вследствие жёсткого противостояния с антипсихиатрами, отрицавшими допустимость ЭСТ как метода, было неожиданным «практически как холодный отрезвляющий душ для всех специалистов в этой области», и что это было «первое публичное консенсусное признание ведущих специалистов по ЭСТ, что необратимые когнитивные нарушения при ЭСТ могут иметь место, хотя прежде категорически утверждалось, будто такого не бывает и не может быть».
В июле 2007 года было опубликовано другое исследование, также приведшее к выводу о том, что ЭСТ обычно (то есть нередко) приводит к хроническим и притом значительным когнитивным нарушениям и нарушениям памяти. При этом находки, сделанные в данном исследовании, не ограничивались какой-либо одной разновидностью ЭСТ и были, хотя и в разной степени, применимы ко всем её разновидностям. Это исследование, проведённое под руководством Гленды МакКвин с коллегами, обнаружило, что больные, получившие билатеральную ЭСТ по поводу биполярного аффективного расстройства, проявляют выраженные когнитивные расстройства в различных доменах исследования. Согласно данным этих исследователей, «больные, получавшие ЭСТ когда-либо в прошлом, обнаруживали значительные расстройства в различных тестах на обучаемость и способность к запоминанию сравнительно с пациентами, у которых не было ЭСТ в прошлом. Такая степень нарушения памяти и когнитивных функций не может быть приписана влиянию самой болезни на момент исследования или различным стажем и тяжестью болезни в прошлом у обеих групп пациентов».
Другие исследователи подвергли выводы МакКвин острой критике, указывая, что направление на ЭСТ, как правило, получают значительно более тяжёлые и резистентные к лекарственному лечению депрессивные пациенты, чем те, кто получал лишь медикаментозное лечение, поэтому вывод о сравнимой тяжести состояния больных, получавших и не получавших ЭСТ, и о том, что когнитивные нарушения объясняются исключительно влиянием ЭСТ и не могут быть приписаны самой болезни, неправомерен. Кроме того, несмотря на обнаружение хронических, глобальных когнитивных нарушений у пациентов, получавших ранее ЭСТ, МакКвин и коллеги делают следующий вывод: «…Маловероятно, что эти находки, даже если они будут подтверждены другими исследователями, как-либо существенно изменят оценку соотношения риска и пользы этого безусловно весьма эффективного метода лечения, по крайней мере при тяжёлых и резистентных депрессиях».
Спустя шесть месяцев после публикации исследования Гарольда Саккейма, документирующего долговременную потерю памяти в качестве обычного и часто встречающегося побочного эффекта ЭСТ, другой видный исследователь ЭСТ — Макс Финк — опубликовал обзор в журнале Psychosomatics, в котором он делает вывод, что различные жалобы пациентов на «потерю памяти» после ЭСТ являются на самом деле редкими и что их, по-видимому, «следует рассматривать как одну из форм соматоформного или конверсионного (истероформного) расстройства либо как проявление когнитивных последствий недокупированного основного заболевания (например, депрессии), а не как доказательство органического повреждения мозга после ЭСТ»; таким пациентам показано психотерапевтическое лечение и продолжение лечения основного заболевания. Однако исследование Neylan и др. (2001) не выявило «значимой связи между изменениями в шкале оценки депрессии Гамильтона и изменениями в любом из двенадцати когнитивных параметров».
Большинство современных обзоров литературы и статей об ЭСТ продолжают характеризовать этот метод лечения как безопасный и эффективный. В частности, португальские исследователи опубликовали в июне 2009 обзор по поводу безопасности и эффективности ЭСТ, причём статью озаглавили «Электросудорожная терапия: Мифы и реальность». В этом обзоре они заключают, что ЭСТ «является эффективным, безопасным и нередко жизнеспасающим лечением для многих серьёзных психических заболеваний». В 2008 году исследователи из Йельского университета опубликовали обзор безопасности и эффективности ЭСТ у пожилых пациентов. По данным авторов этого исследования, «ЭСТ хорошо известна как безопасный и эффективный метод лечения ряда психических заболеваний у пожилых». В статье, опубликованной в «Journal of ECT», самом авторитетном международном периодическом издании об ЭСТ, иранские исследователи пишут, что, «несмотря на широкий консенсус в профессиональной среде по поводу эффективности и безопасности ЭСТ при лечении многих психических заболеваний, ЭСТ как метод лечения продолжает страдать от негативного имиджа в глазах широкой публики и от неприятия многими пациентами и семьями, недостаточно информированными о современной ЭСТ».

## Меры предосторожности
Отчёт Главного медика США указывает, что «ЭСТ не имеет абсолютных медицинских противопоказаний к применению», однако в клинических рекомендациях по лечению депрессии Всемирной федерации обществ биологической психиатрии говорится, что абсолютным противопоказанием является повышенное внутричерепное давление.
ЭСТ должна с большой осторожностью применяться у больных с эпилепсией или другими неврологическими расстройствами, поскольку по определению вызывает ограниченные по времени тонико-клонические припадки, а у больных с эпилепсией припадок может стать неконтролируемым, чрезмерно продолжительным, либо ЭСТ может спровоцировать повторные, серийные припадки. Поэтому ряд специалистов не рекомендуют назначать ЭСТ больным с эпилепсией, у которых заболевание плохо контролируемо.
В то же время другие специалисты указывают, что при плохо контролируемой лекарствами эпилепсии проведение ЭСТ (то есть проведение искусственных припадков в безопасных и контролируемых условиях) может быть эффективным методом лечения и может вызвать значительное урежение частоты и интенсивности припадков.
До начала применения ЭСТ следует провести тщательное медицинское обследование пациента. Осторожность нужно проявлять при проведении ЭСТ у пациентов с признаками повышенного внутричерепного давления или цереброваскулярной недостаточности, с сердечно-сосудистыми заболеваниями (в частности, с недавно имевшим место инфарктом миокарда, с ишемией миокарда, застойной сердечной недостаточностью, аритмией, а также у пациентов, имеющих электрокардиостимулятор), у пациентов с абдоминальной аневризмой или тяжёлым остеопорозом.
Так как во время ЭСТ происходит выраженное повышение внутриглазного давления, то перед направлением пациентов на ЭСТ необходима консультация офтальмолога при наличии к тому показаний (например, установленный диагноз глаукомы или наличие подозрений на неё, высокая степень миопии, пожилой возраст).

## Немодифицированная и модифицированная ЭСТ
После внедрения в 1938 году электросудорожной терапии она изначально была немодифицированной. В 1950-е годы ЭСТ подверглась модификации: сеансу ЭСТ стало предшествовать применение анестезии и мышечной релаксации. Кроме того, за 30—60 минут до сеанса подкожно вводили атропин, что сводило к минимуму риск развития аритмии (впоследствии этот препарат был заменён более легко переносимым метилскополамином).
Чтобы не достичь судорожного порога, для анестезии при модифицированной ЭСТ применяют минимальные дозы кратковременно действующих барбитуратов, например метилгекситон, тиопентон. Когда пациент приведён в бессознательное состояние, вводится мышечный релаксант суксаметоний, который представляет собой модифицирующее вещество с эффектом снятия периферических конвульсий. После введения анестетика и миорелаксанта при помощи маски подаётся 100-процентный кислород до и после конвульсии, подача его продолжается до восстановления спонтанного дыхания.
После введения модифицированной ЭСТ она сделалась обычной практикой в Западной Европе, Северной Америке и Австралии. Тем не менее, как подчёркивалось в материалах 2009 года Всемирной психиатрической ассоциации, немодифицированная ЭСТ по-прежнему используется в России, Японии, Китае, Индии, Таиланде и многих других странах с низким и средним уровнем доходов.
Хотя немодифицированная ЭСТ столь же эффективна, сколь и модифицированная, она связана со значительным риском и побочными эффектами (переломами и вывихами), а также со страданиями пациента в период, предшествующий лечению, что не наблюдается при модифицированной электросудорожной терапии. Поэтому использование немодифицированной ЭСТ является этически недопустимым.
Физические повреждения при немодифицированной электросудорожной терапии обусловлены неконтролируемыми конвульсивными движениями пациента, которые могут приводить к переломам грудных позвонков и вывихам, в частности вывихам челюсти, что наблюдали некоторые исследователи у 30 % пациентов. Риск такого повреждения особенно велик у мужчин — как у молодых, так и у пожилых.
По разным источникам, частота переломов позвоночника при немодифицированной ЭСТ составляет 20—40 %.
Частым осложнением немодифицированной ЭСТ являются также задержки дыхания после припадка; они вызывают постприпадочную гипоксию, которая во многом обусловливала развитие нарушений памяти.
При немодифицированной электросудорожной терапии возможно возникновение у пациентов патологического страха перед ЭСТ: «Страх постепенно нарастает от припадка к припадку», «К концу курса ЭСТ страх припадка в той или иной степени наблюдается у большинства больных» (В. Л. Деглин с соавторами, 1987). Может возникать страх смерти или психического уничтожения. Некоторые пациенты описывают крайне мучительные субъективные переживания, связанные с сеансами немодифицированной ЭСТ.
Национальное исследование о применении ЭСТ в Российской Федерации (2005 год) выявило, что менее чем в 20 % случаев применения этого метода лечения электросудорожная терапия была модифицирована анестезией. Анестезия и мышечные релаксанты никогда не использовались в 31 из 42 проверенных учреждений, причём в 21 % учреждений модифицированная ЭСТ применялась по крайней мере иногда. В частности, посетившие в 2018 году Казанскую психиатрическую больницу специализированного типа представители Комитета Совета Европы по предупреждению пыток и бесчеловечного или унижающего достоинство обращения или наказания отметили, что в этой больнице ЭСТ проводится некоторым пациентам без анестезии и что это противоречит Европейской конвенции о правах человека.
Исследование 2005 года, выполненное в Японии, обнаружило применение немодифицированной ЭСТ в 60 учреждениях. К причинам применения немодифицированной ЭСТ относят неотложные ситуации, нехватку анестезиологов или соответствующего оборудования, мнение о том, что такой метод «безопаснее, чем модифицированная ЭСТ». В исследовании отмечалось, что в результате применения немодифицированной ЭСТ у пациентов наблюдали повреждения зубов, аритмию, переломы и вывихи, хотя о летальных случаях сообщений не было.
Исследование практики применения ЭСТ в 188 учебных и психиатрических клиниках Индии продемонстрировало, что более чем в 70 % случаев электросудорожную терапию применяли в психиатрических клиниках и приблизительно половина всех случаев приходилась на немодифицированную ЭСТ (Chanpattana et al., 2005).
Применение немодифицированной ЭСТ многократно описывалось как варварское, бесчеловечное и неэтичное; именно так оно воспринимается мировым профессиональным сообществом.
Европейская комиссия по предотвращению пыток, а также негуманных или унизительных видов лечения или наказания в своём документе от 1998 года подчёркивает недопустимость применения ЭСТ без анестезии и миорелаксантов. В документе указывается:
Кроме риска получения переломов и других неблагоприятных медицинских последствий, процедура сама по себе является унизительной как для пациентов, так и для персонала, проводящего её. Следовательно, ЭСТ всегда должна применяться в модифицированной форме.
В книге «Электросудорожная терапия в психиатрии, наркологии и неврологии» А. И. Нельсон отмечает:
…Странными и прискорбными выглядят бездумные попытки в ряде российских психиатрических учреждений проводить ЭСТ «наживую», без наркоза и релаксации. <…> Особенно удивительно, когда пытаются еще и объявлять о таком лечении во всеуслышание — в публичных докладах или научных статьях. Достаточно автору «засветиться» с такой информацией — и ему гарантировано презрение коллег во всем мире и брезгливое исключение из сообщества психиатров и специалистов по ЭСТ.
Некоторые авторы придерживаются мнения, что в случае, если модифицированная ЭСТ недоступна, в неотложных угрожающих жизни ситуациях лучше применять немодифицированную ЭСТ, чем не прибегать к использованию ЭСТ вообще.

## Порядок назначения ЭСТ

### Различия в международной практике ЭСТ
ЭСТ в США
ЭСТ в Великобритании

## Взаимодействия
Антидепрессанты в сочетании с ЭСТ, чаще всего понижающие порог судорожной готовности, могут увеличивать продолжительность судорожного приступа, а также стать причиной его отставленного варианта. Описано неблагоприятное сочетание амитриптилина и ЭСТ в плане кардиотоксичности антидепрессанта.
Бензодиазепины или карбамазепин в сочетании с ЭСТ могут искажать картину судорожного приступа и, соответственно, затруднять его качественную оценку.
При сочетании ЭСТ с препаратами лития или некоторыми нейролептиками усиливается их нейротоксический эффект.

## Юридический статус ЭСТ
Законодательство в области психиатрии во многих странах не предусматривает согласия пациентов на применение электросудорожной терапии
и допускает её проведение в недобровольном порядке. Исключение представляют собой законодательства Норвегии, Англии, Уэльса, Италии, Нидерландов, Швеции и некоторых других стран, где в более или менее жёсткой форме обозначено право отказа пациентов от ЭСТ. В США электросудорожная терапия запрещена законодательством лишь одного штата — Висконсина. В России отсутствуют законодательные нормы, которые предусматривали бы регулирование тех или иных видов лечения при недобровольной госпитализации.

### Недобровольная ЭСТ
Юридические особенности недобровольной ЭСТ в США
Юридические особенности недобровольной ЭСТ в Великобритании

## История ЭСТ

### Появление электросудорожной терапии
Первые упоминания про использование электричества в терапевтических целях встречаются ещё в Древнем Риме. Тогда римляне использовали скатов, создававших электрические разряды, для того, чтобы лечить головные боли.
Попытки задействовать электричество для медицинских целей снова были предприняты в Новое время, когда стало возможно генерировать ток техническим способом. Бенджамин Франклин в 1753 году записал, что «электростатическая машина была задействована для того, чтобы излечить женщину от припадков истерии». В конце XIX века американский невропатолог Джордж Бирд с помощью электротерапии пытался улучшить состояние людей, которые, по его мнению, страдали от «неврастении».
Тем не менее нет существенных доказательств, что эти первые попытки употребить электричество для лечения болезней и психических расстройств как-то повлияли на создание и развитие электросудорожной терапии.
Историк психиатрии Эндрю Скалл связывает появление электросудорожной терапии и других видов шоковой терапии с недовольством нового поколения психиатров практически полным отсутствием методов лечения психических расстройств. Это делало психиатров похожими на тюремщиков при закрытых от внешнего мира лечебницах, чья функция заключалась в изоляции пациентов с психическими расстройствами от общества. В это время в медицине происходил стремительный подъём, появлялись новые эффективные лекарства и виды терапии. Психиатрам же фактически приходилось лишь пассивно ждать, пока пациент достигнет спонтанной ремиссии в стенах лечебницы. Вдохновлённые надеждой открыть метод лечения психических расстройств, который произведёт в психиатрии такую же революцию, какую пенициллин произвёл в лечении инфекционных болезней, психиатры принялись экспериментировать с различными методами воздействия на предполагаемые биологические причины психических расстройств. Так в клинической практике появились инсулинокоматозная терапия, электросудорожная терапия и ряд других скоро отвергнутых и ныне забытых методов терапии.
Легко было обеспечить участие пациентов в первых экспериментах. Их состояние всё равно расценивалось как безнадёжное, а возможности отказаться от терапии у них практически не было, поскольку предполагалось, что из-за психического расстройства у них отсутствует способность принимать решения о своей судьбе.
У истоков электросудорожной терапии стоял венгерский психиатр и невропатолог Ласло Медуна. Позже Манфред Сакель, изобретатель инсулинокоматозной терапии, будет обвинять Медуну в заимствовании его идей, однако никаких основательных доказательств этому нет.
Медуна случайно обратил внимание, что среди людей с шизофренией крайне мало распространена эпилепсия. Также Медуна на основе своих наблюдений предположил, что у тех немногих людей, которые одновременно страдают шизофренией и эпилепсией, легче протекает шизофрения и они будто бы быстрее выздоравливают. Так Медуна пришёл к выводу, что протекающие при шизофрении и эпилепсии процессы являются по своей природе антагонистичными и исключают друг друга. Это натолкнуло его на мысль, что шизофрению можно вылечить, если искусственно создать характерные при эпилепсии судороги. Позже эти предположения были отвергнуты: никакого антагонизма между шизофренией и эпилепсией установить не удалось. Механизм действия судорожной и электросудорожной терапии не понятен до сих пор.
Медуна обратился к специалистам по эпилепсии с вопросом о том, какое вещество создаёт эффект, похожий на судороги при приступах эпилепсии. Ему посоветовали камфору. Медуна испытал камфору, но остался недоволен результатом. Испробовав ряд других веществ, включая стрихнин, Медуна остановил выбор на метразоле (пентилентетразоле). Первые испытания судорожной терапии на пациентах с шизофренией удовлетворили Медуну своим результатом. В настоящее время сложно судить о достоверности этих результатов: контролируемые клинические исследования в те времена ещё не проводились.
Использование метразола для индуцирования судорог было связано с серьёзными осложнениями. Перед приступом пациенты чувствовали интенсивный страх, а сами судороги часто приводили к переломам костей. Поэтому начались поиски более лёгкого и безопасного способа для вызова судорог. И этот способ скоро был обнаружен: итальянцы Уго Черлетти и Лучо Бини установили во время экспериментов на животных, что удар электротоком вызывает судороги, и обратились за комментарием к Медуне. Изобретатель судорожной терапии высказался благосклонно. Он считал, что терапевтическим эффектом обладает не метразол, а сами судороги, поэтому будет только лучше, если они будут вызваны более безопасным способом. Использование электрического тока обладало рядом преимуществ: пациенты не чувствовали ужаса, поскольку сразу теряли сознание; также утверждалось, что количество переломов сократилось.
Уго Черлетти стал активно использовать электросудорожную терапию и остался доволен её результатами. Он пришёл к выводу, что электросудорожная терапия более эффективна при психотической депрессии, а не шизофрении. В дальнейшем электросудорожную терапию будут часто использовать при разных видах тяжёлой депрессии.
Чтобы избавиться от переломов и трещин в костях, стали использовать миорелаксант кураре. Однако само это вещество было довольно токсичным, а его дозу часто трудно было точно рассчитать. По причине этих опасений от его использования отказались. Вместо кураре стали применять более безопасный миорелаксант сукцинилхолин. Из-за действия миорелаксанта у пациентов возникало ощущение, что они не могут дышать, поэтому было принято решение также использовать анестезию при сеансе электросудорожной терапии.
Использование мышечных релаксантов и анестезии стало последней серьёзной новацией в процедуре электросудорожной терапии. С тех пор она не претерпела значимых изменений.
В конце 1940-х годов в Англии и Америке стали экспериментировать с «регрессивной» электросудорожной терапии, пытаясь добиться улучшения при шизофрении. Смысл этого метода состоял в очень интенсивном использовании электросудорожной терапии для того, чтобы отбросить пациента на уровень развития маленького ребёнка. У пациентов было по четыре сеанса электросудорожной терапии в день. Они теряли память и были дезориентированы настолько, что не могли даже самостоятельно принимать пищу — их приходилось кормить с ложечки, как детей. После появления первых нейролептиков от экспериментов с регрессивной электросудорожной терапией отказались. Критики электросудорожной терапии позже использовали эти эксперименты как доказательство жестокой сущности электросудорожной терапии.

### Упадок и возрождение интереса
В 1960-е годы начинается упадок электросудорожной терапии, продолжавшийся до конца восьмидесятых годов. В психиатрических больницах все реже применяют электросудорожную терапию, она реже упоминается в учебниках по специальности, меньше персонала обучают, как её использовать. Это падение интереса связывают с двумя факторами: появлением новых психотропных препаратов и критикой электросудорожной терапии как жестокого и калечащего способа обращения с пациентами.
В 1950-х годах происходит «психофармакологическая революция»: появляются первые нейролептики и антидепрессанты. Возникает альтернатива электросудорожной терапии, тогда воспринимавшаяся как более безопасная и эффективная.
В обществе с 1960-х годов нарастает негативное отношение к электросудорожной терапии. В культуре появляются негативные репрезентации этого вида терапии. В книге Кена Кизи «Пролетая над гнездом кукушки» электросудорожная терапия изображена как жестокое средство наказания пациентов, не имеющее ничего общего с лечением. Довольно резко об эффектах электросудорожной терапии рассказывает писательница Сильвия Плат в своей полуавтобиографической повести «Под стеклянным колпаком». Внимание общественности привлекает самоубийство писателя Хемингуэя, который жаловался на потерю памяти и невозможность писать после сеансов электросудорожной терапии.
Психиатры, которые использовали электросудорожную терапию, критиковали изображение этого метода терапии в массовой культуре, считая его художественным вымыслом, не имеющим ничего общего с реальной процедурой.
После падения интереса к электросудорожной терапии она становится терапией «последней надежды». Её используют все реже, в основном применительно к пациентам, состояние которых не улучшилось после того, как были испробованы несколько разных психотропных препаратов.
Интерес к электросудорожной терапии возвращается в конце 1980-х годов. Происходит это на фоне осознания того, что новые психотропные препараты не так безопасны, как считалось ранее. Стало понятно, что нейролептики могут вызывать ряд тяжёлых осложнений, самое известное из которых — поздняя дискинезия. Эффективность антидепрессантов также оказалась гораздо скромнее, чем предполагалась. В связи с этим электросудорожная терапия стала рассматриваться как более эффективная и безопасная альтернатива психофармакологии.

## Критика
В 2010 году критически настроенные к биологическому редукционизму в психиатрии психологи Джон Рид и Ричард Бенталл опубликовали результаты обзора, где суммировались данные относительно эффективности ЭСТ. Авторами был проведён поиск в базах PsycINFO и «Медлайн», использованы данные предыдущих обзоров и метаанализов. Результаты показали лишь малозначительное преимущество ЭСТ по сравнению с плацебо при лечении депрессии и шизофрении (эффективность в исследованиях была доказана лишь для некоторых групп пациентов, лишь при некоторых — но не всех — терапевтических мерах; иногда вывод об эффективности делали исключительно психиатры, но он не поддерживался другими оценщиками данных, полученных в исследованиях). Отсутствовали доказательства эффективности ЭСТ после окончания срока лечения. Не были обнаружены и плацебо-контролируемые исследования, которые могли бы подтвердить гипотезу, что ЭСТ предотвращает самоубийство; отсутствовали доказательства этой гипотезы также и при других методах исследования. Авторы пришли к выводу, что при учёте убедительных доказательств стойкой и в некоторых случаях перманентной мозговой дисфункции, проявляющейся в первую очередь ретроградной и антероградной амнезией, и доказательств небольшого, но значимого повышения риска смертности при ЭСТ преимущества этого метода лечения настолько малы, что его применение не может быть научно обосновано.

## Описания пациентами своих личных впечатлений от ЭСТ

### Негативные отзывы
Американский писатель Эрнест Хемингуэй в 1961 г. покончил жизнь самоубийством после лечения ЭСТ в больнице сети медицинских учреждений Майо. Лечение ЭСТ усугубило его состояние, резко ухудшилась память, Хемингуэй не мог больше писать:48. Он сказал своему биографу: «Какой был смысл в том, чтобы разрушать мой мозг, стирать мою память, которая представляет собой мой главный капитал, и выбрасывать меня на обочину жизни? Это было блестящее лечение, только вот пациента потеряли».
В интервью журналу «Хьюстон Кроникл» в 1996 г. Мелисса Холидей, актриса в известном сериале «Спасатели Малибу» и модель журнала «Плейбой», отметила, что это лечение, которое она получила в 1995 году, разрушило её жизнь. «Я пережила изнасилование, но электрошоковая терапия хуже. Если вы это не испытали, я не смогу вам этого объяснить».
Психиатры Б. Калиновски и П. Хох утверждают:
Страх перед электрошоком — гораздо более серьёзная проблема, чем представлялось в начале. Мы имеем в виду страх, который развивается  или усиливается после серии сеансов. Он отличается от страха, испытываемого пациентами перед первым электрошоком. …„Агонизирующий  опыт раскалывающегося Я“ — вот наиболее убедительное объяснение позднего страха перед лечением.